# Còlit de Botta
El còlit de Botta (Oenanthe bottae) és una espècie d'ocell de la família dels muscicàpids (Muscicapidae) que habita zones altes amb herba al sud-oest d'Aràbia, Iemen i les terres altes d'Etiòpia. El seu estat de conservació es considera de risc mínim.
És conegut en diverses llengües com "còlit de pit roig" (Anglès: Red-breasted Wheatear. Francès: Traquet à poitrine rousse).

## Taxonomia
Segons el Handook of the Birds of the World i la quarta versió de la BirdLife International Checklist of the birds of the world (Desembre 2019), el còlit pit-rogenc, una subespècie del còlit de Botta (O. bottae frenata) tindria la categoria d'espècie (O. frenata). Tanmateix, altres obres taxonòmiques, com la llista mundial d'ocells del Congrés Ornitològic Internacional (versió 12.1, gener 2022), el consideren encara una subespècie del còlit de Botta (Oenanthe bottae frenata). 